# Gustavia latifolia
Gustavia latifolia là một loài thực vật linhin thuộc họ Lecythidaceae.
Loài này chỉ có ở Colombia.